# Sistema educativo prussiano

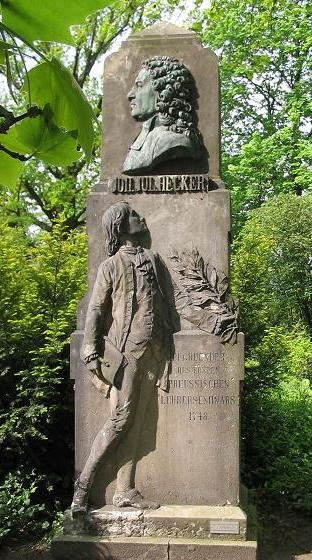
Busto di Johann Julius Hecker, uno dei fondatori del sistema educativo prussiano

Il sistema educativo prussiano o modello prussiano è il sistema di istruzione stabilitosi in Prussia a causa delle riforme prussiane del XVIII e XIX secolo, su cui le successive forme di istruzione, in particolare negli Stati Uniti d'America, in Giappone e in Europa, si fonderanno. Il sistema educativo prussiano fu introdotto nel tardo XVIII secolo e subì importanti modifiche dopo la sconfitta della Prussia nelle prime guerre napoleoniche. Nell'ambito dell'istruzione, le riforme prussiane ispirarono simili cambiamenti in altri paesi, e costituiscono un importante punto di riferimento per il nation building e le sue conseguenze.
Tale termine non è presente nella letteratura tedesca, che fa principalmente riferimento agli ideali di Humboldt sull'istruzione; tuttavia, i suoi fondamenti hanno dato adito a dibattiti e controversie. L'educazione primaria e secondaria del XXI secolo incorporano le basi del sistema educativo prussiano.

## Origini
Le prime basi di un sistema educativo prussiano furono proposte da Federico il Grande nel suo Generallandschulreglement, un decreto del 1763 stilato poi da Johann Julius Hecker. Già nel 1748 Hecker fondò il primo seminario degli insegnanti in Prussia. La sua idea di fornire agli insegnanti i mezzi per coltivare il gelso bianco per la produzione domestica della seta, uno dei progetti più favoriti da Federico, fu approvata. Così, il sistema d'istruzione del tempo subì importanti trasformazioni: tutti i giovani dai 5 ai 14 anni dovevano venire istruiti da scuole finanziate dal comune. La Prussia fu in tal modo tra i primi paesi a introdurre l'istruzione obbligatoria finanziata dallo stato. In confronto, la Francia e la Gran Bretagna non implementarono l'istruzione obbligatoria fino al 1880.
Il modello prussiano constava di un corso di 8 anni di educazione primaria, detta Volksschule. Forniva non solo abilità tecniche di base necessarie alla modernizzazione (quali leggere e scrivere), ma anche un'educazione musicale (canto) e religiosa (cristiana) in stretto rapporto con le chiese, imponendo un rigido ethos di dovere, sobrietà e disciplina. Inizialmente, matematica e calcolo infinitesimale non erano corsi obbligatori, e per intraprenderli era richiesto un contributo aggiuntivo da parte dei genitori. Federico il Grande formalizzò inoltre i successivi gradi di istruzione: la Realschule e al grado più alto il ginnasio (scuola secondaria finanziata dallo stato), volta a preparare gli studenti allo studio universitario.
Il sistema educativo prussiano riuscì a implementare la frequentazione obbligatoria, corsi di formazione per insegnanti, prove a livello nazionale per tutti gli studenti (maschi e femmine), un curriculum nazionale per ogni grado e scuola dell'infanzia obbligatoria. La formazione degli insegnanti fu sempre più organizzata grazie a seminari privati. Già nel 1748 Hecker fondò il primo "Lehrerseminar", ma la densità e l'impatto del sistema dei seminari aumentarono notevolmente fino alla fine del XVIII secolo. Nel 1810, la Prussia introdusse requisiti di certificazione statale per gli insegnanti, che innalzarono significativamente lo standard dell'insegnamento. L'esame finale, Abitur, fu introdotto nel 1788, implementato in tutte le scuole secondarie prussiane entro il 1812 ed esteso a tutta la Germania nel 1871. Il superamento dell'Abitur era un prerequisito per accedere alle professioni colte e alle alte cariche del servizio civile. L'Abitur, controllato dallo Stato, è tuttora in vigore nella Germania moderna.
Negli anni '30 del XIX secolo il sistema prussiano aveva raggiunto le seguenti caratteristiche:
- Scuola primaria gratuita, almeno per i cittadini poveri
- Insegnanti professionisti formati in scuole specializzate
- Uno stipendio di base per gli insegnanti e il riconoscimento dell'insegnamento come professione
- Un prolungamento dell'anno scolastico per coinvolgere meglio i figli dei contadini
- Finanziamenti per la costruzione di scuole
- Supervisione a livello nazionale e di classe per garantire la qualità dell'insegnamento
- Un programma di studi che inculchi una forte identità nazionale e che coinvolga la scienza e la tecnologia
- Istruzione laica (ma con la religione come argomento incluso nel curriculum)

Nel XIX secolo, gli Stati tedeschi erano leader mondiali nel settore dell'istruzione di prestigio e la Prussia ne segnava il passo. Per i ragazzi l'istruzione pubblica gratuita era ampiamente disponibile e il sistema dei ginnasi per gli studenti d'élite era altamente professionalizzato. Il sistema universitario moderno è emerso dalle università tedesche del XIX secolo, in particolare dall'Università Friedrich Wilhelm (oggi Università Humboldt di Berlino). È stata pioniera del modello dell'università di ricerca con percorsi di carriera ben definiti per i professori. Gli Stati Uniti, ad esempio, hanno prestato molta attenzione ai modelli tedeschi. Le famiglie si concentravano sull'educazione dei figli maschi. L'istruzione tradizionale delle ragazze era generalmente affidata a madri e governanti. Le famiglie d'élite favorirono sempre di più un'istruzione collegiale in conventi cattolici per le figlie. Nel tardo 1800, in Prussia le leggi del Kulturkampf limitarono le scuole cattoliche, dando così spazio a un gran numero di nuove scuole private per ragazze.

## Diffusione e influenze
Il sistema complessivo fu presto ampiamente ammirato per la sua efficienza e per la riduzione dell'analfabetismo, e ispirò i responsabili dell'istruzione di altri Stati tedeschi e di diversi altri Paesi, tra cui il Giappone e gli Stati Uniti. I sistemi educativi di massa a gestione statale sono stati istituiti nel XIX secolo nel resto d'Europa. L'istruzione pubblica è stata ampiamente istituzionalizzata in tutto il mondo e il suo sviluppo è strettamente legato alla costruzione della nazione, che spesso è avvenuta in parallelo. Questi sistemi sono stati messi in atto quando l'idea dell'istruzione di massa non era ancora scontata.
L'ideale educativo dei fratelli Alexander e Wilhelm von Humboldt non si limitava all'istruzione primaria, ma mirava alla libertà accademica e all'educazione di cittadini cosmopoliti e leali fin dai primi livelli. Il sistema prussiano aveva un forte sostegno nella tradizionale ammirazione e nel rispetto tedesco per la Bildung come spinta individuale a coltivare se stessi dall'interno.